# Karl Sellan
Karl Sellan (né le 4 avril 1985 à Montréal, dans la province de Québec au Canada) est un joueur professionnel canadien de hockey sur glace.

## Carrière de joueur
Après une carrière junior au Texas, il se joignit à un club de la Ligue centrale de hockey avant le début de la saison 2006-2007. La saison suivante, toujours avec les Sundogs de l'Arizona, il aida son équipe à remporter le championnat de la ligue pour une première fois. Il évolue toujours avec ce club en ce moment.

## Statistiques
| Saison    | Équipe                | Ligue |    | Saison régulière | Saison régulière | Saison régulière | Saison régulière | Saison régulière |    | Séries éliminatoires | Séries éliminatoires | Séries éliminatoires | Séries éliminatoires | Séries éliminatoires |
| Saison    | Équipe                | Ligue | PJ | B                | A                | Pts              | Pun              | PJ               | B  | A                    | Pts                  | Pun                  |                      |                      |
| 2003-2004 | Tornado du Texas      | NAHL  | 39 | 13               | 17               | 30               | 120              | 10               | 2  | 1                    | 3                    | 16                   |                      |                      |
| 2004-2005 | Tornado du Texas      | NAHL  | 56 | 43               | 40               | 83               | 82               | 12               | 6  | 13                   | 19                   | 16                   |                      |                      |
| 2005-2006 | Tornado du Texas      | NAHL  | 58 | 38               | 36               | 74               | 116              | 13               | 12 | 6                    | 18                   | 38                   |                      |                      |
| 2006-2007 | Sundogs de l'Arizona  | LCH   | 57 | 23               | 20               | 43               | 152              | 14               | 4  | 0                    | 4                    | 15                   |                      |                      |
| 2007-2008 | Sundogs de l'Arizona  | LCH   | 61 | 21               | 21               | 42               | 231              | 17               | 2  | 3                    | 5                    | 46                   |                      |                      |
| 2008-2009 | Sundogs de l'Arizona  | LCH   | 64 | 29               | 10               | 39               | 401              | -                | -  | -                    | -                    | -                    |                      |                      |
| 2009-2010 | Mavericks du Missouri | LCH   | 43 | 12               | 11               | 23               | 236              | 5                | 0  | 2                    | 2                    | 4                    |                      |                      |
| 2010-2011 | Mavericks du Missouri | LCH   | 2  | 0                | 0                | 0                | 2                | -                | -  | -                    | -                    | -                    |                      |                      |
| 2010-2011 | Sundogs de l'Arizona  | LCH   | 37 | 7                | 3                | 10               | 106              |                  |    |                      |                      |                      |                      |                      |

## Trophées et honneurs personnels
- 2008 : remporta la Coupe du Président Ray Miron de la Ligue centrale de hockey avec les Sundogs de l'Arizona